# 棘疣角蟾
棘疣角蟾（学名：Boulenophrys tuberogranulata），一种分布于中华人民共和国湖南省桑植县的两栖动物，隶属于角蟾科布角蟾属。模式产地为桑植县的天子山自然保护区。

## 形态特征
棘疣角蟾体型较小，雄蟾体长33.2～39.6毫米，雌蟾体长50.5毫米左右。身体背面皮肤粗糙，呈深棕色或黄棕色，眼间有一相交的黑色条纹，背部中央有一黑色“X”形斑纹；四肢背面具有黑色横纹；腹股沟区域及大腿边有明显的深红色斑纹。

## 保护
本种于2023年被收录入《有重要生态、科学、社会价值的陆生野生动物名录》。